# Fotbal na Ostrovních hrách 2003
Fotbal na Ostrovních hrách 2003 byl 8. ročník turnaje. Vyhrálo ho družstvo Jersey.
Turnaje se poprvé účastnil Sark, který prohrál své zápasy 0:19, 0:20 a 0:16 a měl ztrátu -55, v zápase o 13. místo následně prohrál 15:0 s Frøyou.

## Skupiny

### Skupina A
1. Man
2. Anglesey
3. Saaremaa

### Skupina B
1. Jersey
2. Shetlandy
3. Gotland
4. Frøya

### Skupina C
1. Guernsey
2. Orkneje
3. Alderney

### Skupina D
1. Wight
2. Gibraltar
3. Grónsko
4. Sark

## Vyřazovací fáze
|  |   |          |   |  |  |   |          |   |
|  |   |          |   |  |  |   |          |   |
|  | 1 | Man      | 2 |  |  |   |          |   |
|  | 1 | Jersey   | 1 |  |  |   |          |   |
|  |   |          |   |  |  | 1 | Mam      | 1 |
|  |   |          |   |  |  | 1 | Guernsey | 3 |
|  | 1 | Guernsey | 3 |  |  |   |          |   |
|  | 1 | Wight    | 1 |  |  |   |          |   |